# Convocazioni per il Campeonato Sudamericano de Football 1916
Elenco dei giocatori convocati da ciascuna Nazionale partecipante alla Campeonato Sudamericano de Football 1916.
L'età dei giocatori riportata è relativa al 2 luglio, data di inizio della manifestazione, il numero di presenze e gol al 2 luglio.

## Argentina
Allenatore: Comitato Tecnico Federale
| N. | Pos. | Giocatore            | Data nascita (età)         | Pres. | Reti | Squadra                       |
| -- | ---- | -------------------- | -------------------------- | ----- | ---- | ----------------------------- |
| 1  | P    | Juan Rithner         | ?                          |       |      | Porteño                       |
| 2  | D    | Armando Reyes        | ?                          |       |      | Racing Club                   |
| 3  | D    | Juan Domingo Brown   | 21 giugno 1888 (28 anni)   |       |      | Quilmes                       |
| 4  | C    | Pedro Martínez       | 17 maggio 1893 (23 anni)   |       |      | Huracán                       |
| 5  | C    | Francisco Olazar     | 10 luglio 1885 (30 anni)   |       |      | Racing Club                   |
| 6  | C    | Gerónimo Badaracco   | ?                          |       |      | San Isidro                    |
| 7  | A    | Adolfo Heisinger     | 30 maggio 1898 (18 anni)   |       |      | Tigre                         |
| 8  | A    | Alberto Ohaco        | 20 gennaio 1889 (27 anni)  |       |      | Racing Club                   |
| 9  | A    | Alberto Marcovecchio | 6 marzo 1893 (23 anni)     |       |      | Racing Club                   |
| 10 | A    | Carlos Guidi         | ?                          |       |      | Tiro Federal                  |
| 11 | A    | Juan Perinetti       | ?                          |       |      | Racing Club                   |
| 12 | P    | Carlos Ísola         | 6 marzo 1896 (20 anni)     |       |      | River Plate                   |
| 13 | P    | Carlos Tomás Wilson  | ?                          |       |      | San Isidro                    |
| 14 | D    | Arturo Chiappe       | 24 marzo 1889 (27 anni)    |       |      | River Plate                   |
| 15 | D    | Zenón Díaz           | 31 dicembre 1880 (35 anni) |       |      | Rosario Central               |
| 16 | C    | Cándido García       | 2 dicembre 1895 (20 anni)  |       |      | River Plate                   |
| 17 | C    | Ricardo Naón         | ?                          |       |      | Gimnasia y Esgrima (La Plata) |
| 18 | A    | Ennis Hayes          | 10 maggio 1896 (20 anni)   |       |      | Rosario Central               |
| 19 | A    | Harry Hayes          | 20 gennaio 1891 (25 anni)  |       |      | Rosario Central               |
| 20 | A    | Juan Hospital        | ?                          |       |      | Racing Club                   |
| 21 | A    | José Laguna          | 7 novembre 1895 (20 anni)  |       |      | Huracán                       |
| 22 | A    | Claudio Bincaz       | 10 maggio 1897 (19 anni)   |       |      | San Isidro                    |
| 23 | A    | Félix Cabano         | 8 luglio 1896 (19 anni)    |       |      | Argentino (Quilmes)           |

- Il numero della maglia cambia in base allo schieramento iniziale.

## Brasile
Allenatore: Sylvio Lagreca
| N. | Pos. | Giocatore                   | Data nascita (età)          | Pres. | Reti | Squadra        |
| -- | ---- | --------------------------- | --------------------------- | ----- | ---- | -------------- |
| 1  | P    | Marcos Carneiro de Mendonça | 25 dicembre 1894 (21 anni)  |       |      | Fluminense     |
| 2  | D    | Orlando Pereira Pires       | ?                           |       |      | Paulistano     |
| 3  | D    | Emmanuel Augusto Nery       | ?                           |       |      | Flamengo       |
| 4  | A    | Sylvio Lagreca              | ?                           |       |      | São Bento      |
| 5  | C    | Sidney Pullen               | ?                           |       |      | Flamengo       |
| 6  | C    | Armando de Almeida          | 2 luglio 1893 (23 anni)     |       |      | Flamengo       |
| 7  | A    | Luiz Maia de B. Menezes     | ?                           |       |      | Botafogo       |
| 8  | A    | Demósthenes Correa de Sylos | ?                           |       |      | Palmeiras      |
| 9  | A    | Arthur Friedenreich         | 18 luglio 1892 (23 anni)    |       |      | Paissandu      |
| 10 | A    | Manoel Alencar do Monte     | ?                           |       |      | Americano      |
| 11 | A    | Arnaldo Patusca Silveira    | ?                           |       |      | Santos         |
| 12 | P    | Casemiro do Amaral          | 14 settembre 1892 (23 anni) |       |      | Mackenzie      |
| 13 | D    | Manoel Carlos Aranha        | ?                           |       |      | Paulistano     |
| 14 | D    | Osny Augusto Werner         | ?                           |       |      | Botafogo       |
| 15 | C    | Jácomo Facchine             | ?                           |       |      | Campos Elíseos |
| 16 | A    | Amílcar Barbuy              | 29 aprile 1893 (23 anni)    |       |      | Corinthians    |
| 17 | A    | Alberto Martins             | ?                           |       |      | União Lapa     |
| 18 | A    | Luiz Martins da Rocha       | ?                           |       |      | Botafogo       |
| 19 | A    | Benjamin de Almeida Sodré   | ?                           |       |      | Botafogo       |

- Il numero della maglia cambia in base allo schieramento iniziale.

## Cile
Allenatore: Carlos Fanta
| N. | Pos. | Giocatore         | Data nascita (età) | Pres. | Reti | Squadra            |
| -- | ---- | ----------------- | ------------------ | ----- | ---- | ------------------ |
| 1  | P    | Manuel Guerrero   | ?                  |       |      | La Cruz FC         |
| 2  | D    | Enrique Cárdenas  | ?                  |       |      | Santiago Wanderers |
| 3  | D    | Marcos Wittke     | ?                  |       |      | Magallanes         |
| 4  | D    | Enrique Abello    | ?                  |       |      | Magallanes         |
| 5  | C    | Enrique Teuche    | ?                  |       |      | Magallanes         |
| 6  | C    | Ramón Unzaga      | ?                  |       |      | Estrella del Mar   |
| 7  | A    | Hernando Salazar  | ?                  |       |      | Thunder Coquimbo   |
| 8  | A    | Eufelio Fuentes   | ?                  |       |      | La Cruz FC         |
| 9  | A    | Enrique Gutiérrez | ?                  |       |      | Magallanes         |
| 10 | A    | Roberto Moreno    | ?                  |       |      | Nacional Star      |
| 11 | A    | Manuel Geldes     | ?                  |       |      | Santiago Wanderers |
| 12 | A    | Telésforo Báez    | ?                  |       |      | Santiago Wanderers |
| 13 | A    | Alfredo France    | ?                  |       |      | Estrella del Mar   |

- Il numero della maglia cambia in base allo schieramento iniziale.

## Uruguay
Allenatore: Alfredo Foglino e Jorge Pacheco
| N. | Pos. | Giocatore            | Data nascita (età)         | Pres. | Reti | Squadra        |
| -- | ---- | -------------------- | -------------------------- | ----- | ---- | -------------- |
| 1  | P    | Cayetano Saporiti    | 14 gennaio 1887 (29 anni)  |       |      | Wanderers      |
| 2  | D    | Francisco Castellino | ?                          |       |      | Nacional       |
| 3  | D    | Alfredo Foglino      | 1º febbraio 1892 (24 anni) |       |      | Nacional       |
| 4  | C    | Jorge Germán Pacheco | ?                          |       |      | Peñarol        |
| 5  | C    | Juan Delgado         | ?                          |       |      | Central        |
| 6  | D    | Manuel Varela        | ?                          |       |      | Peñarol        |
| 7  | A    | Pascual Somma        | ?                          |       |      | Nacional       |
| 8  | A    | Ángel Romano         | 2 agosto 1893 (22 anni)    |       |      | Nacional       |
| 9  | A    | José Piendibene      | 5 giugno 1890 (26 anni)    |       |      | Peñarol        |
| 10 | A    | Isabelino Gradín     | 8 luglio 1887 (28 anni)    |       |      | Peñarol        |
| 11 | A    | José Brachi          | ?                          |       |      | Nacional       |
| 12 | D    | Miguel Benincasa     | ?                          |       |      | River Plate FC |
| 13 | D    | Antonio Urdinarán    | ?                          |       |      | Defensor       |
| 14 | C    | José Vanzzino        | ?                          |       |      | Nacional       |
| 15 | C    | Alfredo Zibechi      | 30 ottobre 1895 (20 anni)  |       |      | Wanderers      |
| 16 | A    | Pablo Dacal          | ?                          |       |      | Nacional       |
| 17 | A    | Rodolfo Marán        | ?                          |       |      | Universal      |
| 18 | A    | José Pérez           | ?                          |       |      | Peñarol        |
| 19 | A    | José Tognola         | ?                          |       |      | Reformers      |

- Il numero della maglia cambia in base allo schieramento iniziale.